# Joaquín Acuña
Joaquín Acuña Molina (San Fernando del Valle de Catamarca, Provincia de Catamarca, 1846 - Las Juntas, Departamento Ambato, Provincia de Catamarca, 1929) fue un político argentino, Gobernador de la Provincia de Catamarca durante la primera Presidencia de Julio Argentino Roca

## Biografía

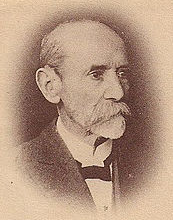
Joaquín Acuña en la vejez.

Hijo del Dr. Tadeo Acuña Vera y Aragón y de Magdalena Molina y Bazán, hermana de los gobernadores de Catamarca y empresarios mineros Mardoqueo Molina y Bazán y Samuel Molina y Bazán, era nieto del último gobernante de Catamarca durante el régimen español, Don Francisco de Acuña.
Fue un hacendado ganadero, comerciante y rentista, accionista de la Casa "Molina Hermanos". Era propietario de la hacienda "Monte Quemado" en Las Juntas, estancias en Aconquija, El Rodeo, La Puerta, Singuil y una bodega en Andalgalá, correspondiente a la cuarta parte del antiguo Mayorazgo de Huasán. 
Como político formó parte de la liga de gobernadores que propició la presidencia del general Julio Argentino Roca, bajo cuyo gobierno asumió la propia gobernación de la Provincia de Catamarca.
En la política local, adscribía al Círculo Molinista, facción del viejo partido federal catamarqueño, que respondía a sus tíos los hermanos, financistas y empresarios mineros Samuel y Mardoqueo Molina. Esta facción se enfrentaba y sellaba acuerdos -sucesivamente- con la liderada por el general Octaviano Navarro. Estos pactos definían el partido de la "Situación Provincial", cuyo hombres eran los que gobernaban la política catamarqueña.  
Durante su administración se promulgó la tercera Constitución de Catamarca, que extendió el período gubernativo de tres a cuatro años. Fundó el pueblo de Chumbicha a fin de extender la línea del ferrocarril proveniente desde Córdoba, y colocó la piedra basal del nuevo templo de los hermanos franciscanos en homenaje a Fray Mamerto Esquiú.
El Gobernador Acuña apoyó la candidatura presidencial del prestigioso Dr. Bernardo de Irigoyen, oponiéndose a la postulación de Miguel Juárez Celman. Esta circunstancia y la oposición de su hermano Pedro Ignacio Acuña al proyecto de ley del Presidente Roca que declaraba deuda externa una emisión interna, le valieron al gobernador Acuña el distanciamiento con el presidente Roca, generando un conflicto político interno que desembocó en la elección del catamarqueño -lugarteniente de Roca en la Campaña del Desierto- Mayor José Silvano Daza, como gobernador de la Provincia en el período siguiente al de Joaquín Acuña. 
Acuña participó en su origen de la Unión Cívica, liderada por Bartolomé Mitre y Leandro N. Alem, con el fin de expulsar de Catamarca a los elementos roquistas adictos a Daza. Posteriormente, en el año 1898, integró junto al exgobernador Gustavo Ferrary, la Junta de Guerra del Partido "Unión Provincial". 
Roberto Payró en su clásica obra “Por las tierras del Inti” relata su encuentro con el exgobernador Acuña en el Club Social de Catamarca.
En el Archivo del general Roca (AHN) se conservan numerosas cartas enviadas por el gobernador Acuña al entonces Presidente de la Nación.
Joaquín Acuña falleció en su estancia de Las Juntas en el año 1929; una calle de su ciudad natal lleva su nombre.
Había contraído matrimonio el 29 de junio de 1877 con Ana Baldomera Navarro Cano Augier (1860-1941), la mayor de los hijos del general Octaviano Navarro -gobernador de Catamarca en dos oportunidades, interventor de Santiago del Estero y La Rioja, y que había expulsado al caudillo Felipe Varela del país- y de Waldina Cano, terrateniente. Este casamiento formó parte de las alianzas políticas entre los Navarro y los Molina.
Tuvieron diez hijos: Roque (que falleció siendo un niño), María Luisa, Luisa Waldina, Alcira, Joaquín Arturo, Angélica, Federico Roque, Zulema (que casó con el gobernador peronista Pacífico Rodríguez), Guillermina y Lilia Luisa Alicia Acuña.